# Charles-André Julien
Charles-André Julien (geb. 2. September 1891 in Caen; gest. 19. Juli 1991 in Paris) war ein französischer Historiker, Journalist, Orientalist und Universitätsprofessor. Sein besonderes Interesse galt dem Maghreb (Nordafrika) und dem französischen Kolonialreich. Sein bekanntestes Werk ist Histoire de l'Afrique du Nord: Des origines à 1830 (Geschichte Nordafrikas: von den Ursprüngen bis 1830). Die Reihe Colonies et empires: Collection internationale de documentation coloniale (später unter dem Titel Pays d'outre-mer: Colonies, empires, pays autonomes, Collection internationale de documentation publiée sous la direction) wurde unter seiner Leitung publiziert.

## Werdegang
Charles-André Julien wurde im nordfranzösischen Caen als Sohn französischer Hugenotten geboren und wanderte im Alter von fünfzehn Jahren mit seiner Familie nach Algerien (damals unter französischer Besatzung) aus, wo er sich für die Geschichte der Region interessierte. Juliens Geschichte Nordafrikas diente jahrzehntelang als Standardwerk zu diesem Thema. Sein politisches Engagement und sein Fachwissen über Nordafrika trugen zu seinem Platz im Haut Comité méditerranéen et de l'Afrique du Nord der Volksfront von 1936 bis 1939 und der Wahl in den Rat der Französischen Union von 1946–1958 bei.
Charles-André Julien verfasste verschiedene Werke zur Geschichte Afrikas, insbesondere Nordafrikas, die in namhaften französischen Reihen wie der Bibliothèque historique (Payot) und Que sais-je ? erschienen.
Er lehrte an der Mohammed-V.-Universität in Rabat (Marokko) und an der Sorbonne von Paris. Er war auch ein regelmäßiger Kolumnist bei der französischen Tageszeitung Le Monde.
Das von ihm herausgegebene, mit seinem Vorwort und einer Einleitung versehene Buch Les techniciens de la colonisation (XIXe-XXe siècles) – das den ersten Band der Reihe Colonies et empires (später Pays d'outre-mer) bildet – ist eine Sammlung von Kurzbiographien der wichtigsten Vertreter der größten Kolonialmächte.
Die antikolonialen Schriften von Charles-André Julien wurden von Magali Morsy in einem Sammelband vereint.

Jean Lacouture (1921–2015) urteilte über ihn: 

„Charles-André Julien war einer der Pioniere des Sozialismus in Algerien, Gesprächspartner von Jaurès, Lenin und Trotzki... Er war auch ein sehr aktiver Aktivist der Entkolonialisierung... Man muss ihn kennengelernt haben, wie er mit Ministern telefonierte, Präsidenten herausforderte und Manifeste verfasste... Sein Leben ist ein langes "J'accuse", das ihn zum Zola der Entkolonialisierung macht.“

## Zitat
„Es gibt zwei Dinge auf der Welt, von denen man nicht mehr loskommt, das ist der Islam und der Tabak!“

## Publikationen (Auswahl)
- Histoire de l'Afrique (42) PUF
- Les constructeurs de la France d'Outre-mer (46) Corréa
- L'Afrique du Nord en marche (52) Julliard
- La question algérienne (58) Minuit
- Histoire de l'Algérie contemporaine, 2 Bände (64) PUF
- Histoire de l'Afrique blanche (66) PUF
- Histoire de l'Afrique du Nord, 2 tomes (69) Payot
- Les Africains, 12 Bände (77) Jeune Afrique avec Yves Person et Catherine Coquery-Vidrovitch Foto, Inhaltsübersicht
- Le Maroc face aux impérialismes 1415–1956 (78) Jeune Afrique
- Une pensée anti-coloniale 1914–1979 (79) Sinbad
- Et la Tunisie devint indépendante 1951–1957 (85) Jeune Afrique
- Techniciens de la colonisation (85) PUF
- Charles-André Julien: Les voyages de découvertes et les premiers établissements, XVe-XVIe siècles. Presses universitaires de France, 108 boulevard Saint-Germain, Paris, 1948, (Colonies et empires. Troisième série. Histoire de l'expansion et de la colonisation françaises, t. I) (Julien Ch. A. – Les voyages de découvertes et les premiers ... – Persée: Cet ouvrage est le premier volume d'une série sur l'Histoire de l'expansion et de la colonisation françaises) *Julien, Charles André, Colonies et empires : Histoire de l'expansion et de la colonisation françaises 3 volumes, 1948 [1. Les voyages de découverte et les premiers établissements (xve–xvie siècles). 2. La Formation du premier empire colonial (1603–1680). 3. La Rivalité franco-anglaise et la dislocation du premier empire colonial (1680–1763)]. – Introduction aux discours coloniaux Norbert Dodille - 2011

- "Le Maroc face aux imperialismes. 1415–1956"
- Histoire de l'Afrique du Nord: Des origines à 1830, Payot (1931)
- L'Afrique du Nord en marche, Omnibus, ISBN 2-258-05863-5
- Les voyages de découverte et les premiers établissements (XVe-XVIe siècles), Paris, PUF, 1948.
- Histoire de l'Algérie contemporaine – tome 1 seul : la conquête et les débuts de la colonisation 1827–1871, 1964
- Histoire de l’Afrique blanche, Paris, PUF, 1966.
- Et la Tunisie devint indépendante, 1951–1957, édition Jaguar/Jeune Afrique, ISBN 2-85258-372-0
- Une pensée anticoloniale, Sindbad, 1979, ISBN 978-2-7274-0036-3
- Techniciens de la Colonisation, Pays d'Outre-Mer, ISBN 2-13-040839-7